# 张权 (歌唱家)
张权（1919年—1993年6月16日），女，江苏宜兴人，中华人民共和国女高音歌唱家、音乐教育家。

## 生平
1936年，张权17岁入杭州国立艺术专科学校学习音乐。她与莫桂新是同年进入杭州国立艺术专科学校，在该校相识。张权起初主修钢琴，后师从外籍教师马撰改学声乐。1937年，张权入上海国立音专声乐系学习，师从周淑安、黄友葵。
1937年抗日战争爆发，1937年11月杭州国立艺术专科学校内迁，张权、莫桂新二人随之辗转经贵州省、湖南省、云南省到陪都重庆。到重庆后，两人转入青木关国立音乐院学习声乐。1942年元旦，莫桂新和张权自青木关国立音乐院毕业后结婚。张权1942年自重庆国立音乐院声乐系毕业并留校任教，首演了黄源洛谱曲的中国首部大型歌剧《秋子》。1943年和1945年，女儿莫纪纲、莫纪岚先后出生。1945年抗日战争胜利后，莫桂新全家北上定居天津明华里。
1944年至1947年，张权先后在国立女子师范学院、国立北京师范大学音乐系任教。1947年6月，留学美国罗城纳萨瑞斯学院、依斯特曼音乐学院研究院攻读硕士学位，1951年自依斯特曼音乐学院研究院获得音乐文学硕士学位及音乐会独唱家、歌剧演员证书。
1951年9月20日，受周恩来之邀，已获硕士学位的张权启程回国，经广州、上海、天津于同年冬抵达北京。全家定居在北京市东城区无量大人胡同15号四合院。1953年，小女儿莫燕出生。莫桂新、张权先后被分配到北京人民艺术剧院，后来又一起调入中央实验歌剧院。1956年主演了中国首演歌剧《茶花女》，与李光羲等用中文表演。
1957年5月19日，张权在《文艺报》上发表《关于我》一文。当时整风已开始，《文艺报》副总编辑唐因的妻子、该报记者姚莹澄为了完成上级布置的鸣放任务而采访张权。张权响应中共号召，批评所在单位领导的问题。姚莹澄整理成文，以张权的名义发表。在随后的反右运动中，张权和姚莹澄因该文都被打成右派分子。文革期间姚莹澄上吊自杀身亡。张权因为此文，被院领导视为向党进攻，定为右派分子，工资降三级，暂留中央实验歌剧院为演员拆洗演出服。
张权在《关于我》一文中说，她刚到北京人民艺术剧院时，有的领导公开声称，“像张权这样的美国妇女，若是站在人民的舞台上，简直是不能容许的。”她很伤心：“我难道连一个中国公民的称号都不配么……这件事一直像一把刀子似的插在我心里。”1956年，中央实验歌剧院首次上演歌剧《茶花女》。歌剧院院长兼党委书记卢肃不让张权饰演女主角薇奥列塔，却安排了来自延安唱中国民歌的其夫人管林饰演薇奥列塔。后来这位演员力不从心，才让张权主演。张权主演的《茶花女》获得中国国内及国际高度评价，被誉为“东方茶花女”，周恩来、陈毅等党和国家领导人观看。这时院领导对她说，“可不能骄傲呀！”张权自问，“演员心灵虽很脆弱，但我已经是三个孩子的妈妈了，这样的叮咛有必要吗！？”
张权的丈夫莫桂新也被定为右派分子，1958年在兴凯湖农场劳动教养期间因食物中毒去世。1961年3月，张权被逐出北京，独自携小女儿及莫桂新的四伯母下放到黑龙江省哈尔滨歌舞剧院（1962年更名为哈尔滨歌剧院）。张权在该院担任独唱演员和声乐教师。在哈尔滨她作为人才受到重视，1961年底摘去右派帽子。1961年经她提议，“哈尔滨之夏”音乐会开始举办。1962年，经周恩来安排，列席全国政协三届三次会议。在政协会议期间，张权写出提案建议成立哈尔滨歌剧院。不久哈尔滨歌剧院成立。1962年，张权在北京等地举办独唱音乐会。据说大右派罗隆基在北京曾亲自到场观看。
文革爆发后，张权再度受冲击，十年被禁止演唱，并且被扣上“美国特务”、“反动学术权威”、“崇洋媚外”等帽子。文革初期被揪斗并剃阴阳头，并被踢伤腰骨。每天为造反派洗演出服，缝制样板戏服装，为乐队抄样板戏总谱。文革结束后，1977年，张权面临退休，只好回到苏州，但无法落户口。她见到了王震，王震要她不用退休，去北京工作。1978年，张权调回北京，在北京市歌舞团工作。曾任北京市音乐舞蹈家协会主席、北京市歌舞团艺术指导。1979年，文革期间停办的“哈尔滨之夏”音乐会恢复举办。音乐会特邀张权及女儿莫纪纲举办“母女独唱音乐会”。1981年，张权调任中国音乐学院副院长。张权是第二、五届全国政协委员，第六、七、八届全国政协常委。她还是中国民主促进会中央常务委员、中国文联委员、中国音乐家协会理事。
1993年6月16日，张权在北京中日友好医院病逝，享年74岁。6月28日，在北京西什库天主堂举行追思大礼弥撒。她的遗体与丈夫莫桂新的遗物一起火化，合葬于北京百望山北边的天主教墓地。

## 著作
- 《我的声乐学习》

## 家庭
- 丈夫：莫桂新（1917年-1958年），音乐家
- 女：莫纪纲，歌唱家
- 女：莫纪岚
- 女：莫燕